# Кларк, Алиша
Алиша Анджелика Кларк (англ. Alysha Angelica Clark; родилась 7 июля 1987 года в Денвере, штат Колорадо, США) — американская профессиональная баскетболистка, выступающая в женской национальной баскетбольной ассоциации за клуб «Вашингтон Мистикс». Была выбрана на драфте ВНБА 2010 года во втором раунде под семнадцатым номером командой «Сан-Антонио Силвер Старз». Играет на позиции лёгкого форварда.

## Ранние годы
Алиша родилась 7 июля 1987 года в Денвере, столице штата Колорадо, в семье Кеннета и Джен Кларк, у неё есть три брата, Уильям, Кеннет и Кори, и четыре сестры, Латоня, Тиша, Эйджия и Арлиша. Ещё в детстве её семья вернулась в родной город Маунт-Джулиет (штат Теннесси), где она училась в одноимённой средней школе, в которой выступала за местную баскетбольную команду.